# Hydrovatus pilula
Hydrovatus pilula är en skalbaggsart som beskrevs av Guignot 1954. Hydrovatus pilula ingår i släktet Hydrovatus och familjen dykare. Inga underarter finns listade i Catalogue of Life.